# Desobediência
Desobediência  és un documental de Moçambic de 2002 dirigit per Licínio Azevedo.

## Argument
Rosa, una camperola moçambiquesa de la regió de Chimoio, és acusada per la família del marit de ser la causant del seu suïcidi per negar-se a obeir-lo. Diuen que ella té un marit-esperit.
Per a provar la seva innocència i recuperar els fills i els pocs béns que la parella posseïa, Rosa se sotmet a dos judicis: el primer d'un sanador, el segon d'un tribunal. És absolta en ambdós.
La pel·lícula és interpretada pels mateixos participants de la història, l'home mort pel seu germà bessó. Durant el rodatge el realitzador va decidir instal·lar una segona càmera per a seguir aquesta trama de venjança sense fi.

## Fitxa tècnica
- Realitzador: Licínio Azevedo
- Producció: Ebano Multimedia
- Director de fotografia:
- Montatge: Orlando Mesquita
- So: Gabriel Mondlane
- Música: Joao Carlos Schwalbach

## Festivals
- Africa in the Picture, Holanda
- DocLisboa, Portugal (2008)
- Kino Afrika, Noruega
- Festival International du Film d'Amiens, França
- 2n CINEPORT, Brasil Arxivat 2013-01-02 at Archive.is (2006)

## Premis
- FIPA de Plata del FIPA – International Festival of Audiovisual Programs, França[Enllaç no actiu] (2003)
- Prémio Kuxa Kanema do FUNDAC - Fundo Para o Desenvolvimento Artístico Cultural, Moçambique
- Menció Especial del Jurat per la interpretació de Rosa Castigo - Festival International de Zanzíbar, Tanzània